# Districte de Plzeň-město
El districte de Pilsen-ciutat (en txec Okres Plzeň-město) és un districte de la regió de Plzeň, a la República Txeca. La capital és Plzeň.

## Llista de municipis
- Dýšina
- Chrást
- Chválenice
- Kyšice
- Letkov
- Lhůta
- Losiná
- Mokrouše
- Nezbavětice
- Nezvěstice
- Pilsen (Plzeň)
- Starý Plzenec
- Šťáhlavy
- Štěnovický Borek
- Tymákov